# Aplocnemus limbipennis
Aplocnemus limbipennis é uma espécie de insetos coleópteros polífagos pertencente à família Dasytidae.
A autoridade científica da espécie é Kiesenwetter, tendo sido descrita no ano de 1865.
Trata-se de uma espécie presente no território português.